# Sant Ginièis de las Morgas
Sant Ginièis de las Morgas (en francès Saint-Geniès-des-Mourgues) és un municipi occità del Llenguadoc situat al departament de l'Erau, a la regió d'Occitània.